# Pavel Ferluga
Pavel Ferluga, italijanski slikar samouk slovenskega rodu, * 18. april 1936, Trst, † oktober 2023.

## Življenje in delo
Rodil se je v družini uslužbenca pri tramvajskem podjetju Bruna in gospodinje Milene Ferluga rojene Valič. V osnovno šolo je hodil v Repentaboru in na Opčinah, na nižjo trgovsko šolo v Trstu, kasneje pa je privatno obiskoval in maturiral na tržaškem znanstvenem liceju. Leta 1974 se je na tržaški Univerzi vpisal na študij medicine. Pred tem se je  ukvarjal z arheologijo in se na tržaški univerzi udeležil dveletnega tečaja  egiptologije, nato pa še tečaja paleontologije. Bil je tudi pevec v raznih slovenskih pevskih zborih, deloval pa je tudi v dramski skupini in tamburaškem zboru na Opčinah.
Slikati je začel v 60-tih letih 20. stoletja, prve slikarske napotke pa je prejel že prej pri slikarju, grafiku, kiparju in ilustratorju Bogdanu Gromu. V slikarski tehniki se zgleduje pri starih mojstrih. Vsebinsko je v oljih izrazit nadrealist, v risbi pa ga privlači kraška motivika. V oljnih  slikah, ki so povečini velikega formata, so kot stalen in tipični element prisotne groteskne buče, ki naj bi predstavljale človeka in človeštvo, njegove napake, strahove in strasti. Udeležil se je več skupinskih razstav. Samostojno pa je razstavljal v Trstu (1970) in Repentaboru (1972). Leta 1974 je nastopil tudi na ex-tempore v Piranu. Njegova slika Mi vemo, kaj hočemo je prejela veliko državno nagrado na slikarskem simpoziju v kraju Lasta a Signa pri Firencah.